# البرلمان البرقاوي

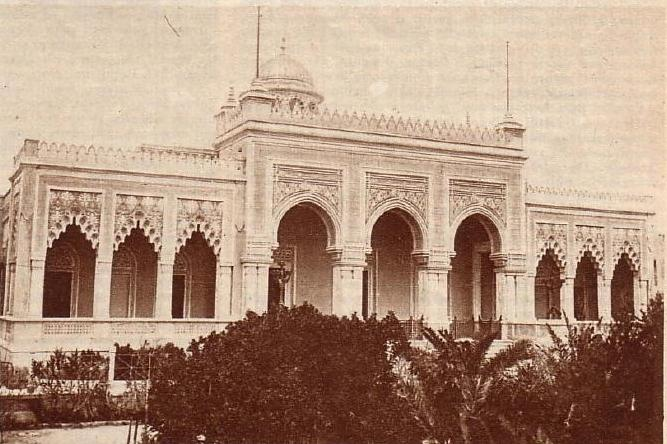
قصر البرلمان.

البرلمان البرقاوي أو مجلس نواب برقة (بالإيطالية: Parlamento della Cirenaica)‏ كان برلمانا سابقا مقره في بنغازي، ليبيا. وصدرت الموافقة على اجراءات انتخاباته في أبريل 1920. وافتتح في 28 أبريل 1921 برئاسة صفي الدين السنوسي، وذلك بعد تكوين أول مجلس نواب بعد ماعرف باسم «حكومة أجدابيا» في 1917.
استمر البرلمان في عمله حتى وصول الفاشيين في إيطاليا للحكم حيث أوقفت إيطاليا المجلس، وطاردت عددا من أعضائه السابقين.
أعيد افتتاحه مجددا في عهد بنيتو موسيليني في يونيو 1925 حيث أصبح تحت سيطرة الفاشيين الإيطاليين ليكون «مجلساً صورياً».
بعد اعلان استقلال برقة عن الإدارة البريطانية في 1 يونيو 1949، وتحت حكم إدريس السنوسي كأمير عليها، تم افتتاحه في 12 يونيو 1950 برئاسة رشيد الكيخيا، لتتغير صلاحياته بعد اعلان استقلال ليبيا في 1951 وإنشاء مجلس النواب الاتحادي، وليلغى بعد أبريل 1963 بعد إلغاء نظام الولايات الاتحادي[بحاجة لمصدر].
القصر الذي كان يشغله البرلمان حمل أيضا في وقت لاحق اسم قصر ليتوريو "Palazzo Littorio"، كما أجريت به محاكمة صورية للمجاهد عمر المختار حيث حكم عليه بالإعدام في 15 سبتمبر 1931. تعرض المبنى لأضرار أثناء غارات الحلفاء في الحرب العالمية الثانية.

## انتخابات 1920
أعلنت السلطات الإيطالية عن اتخاذ اجراءات لإجراء الانتخابات في مدن بنغازي ودرنة إضافة لاختيار ممثلي القبائل في المناطق الداخلية التي تقع تحت سلطة الأمير إدريس حيث تم إصدار كتيبات خاصة منظمة حول الانتخابات بعنوان (أصول انتخابات مجلس النواب المحلي وسائر المجالس المولاّة بالأنتخاب في قطر برقة) تكون من 14 صفحة و6 فصول 36 مادة صادرا عن ملك إيطاليا فيتوريو إيمانويلي الثالث ووقعه وزير الداخلية والوزير الوقتي للمستعمرات آنذاك. وبعد إجراء الانتخابات انتخب 50 من الليبيين إضافة إلى عدد ضئيل من اليهود الليبيين والإيطاليين.